# Collio (Italia)
Collio (Còi in dialetto bresciano) è un comune italiano di 1 952 abitanti della provincia di Brescia, nell'alta Val Trompia, in Lombardia.

## Geografia fisica

### Territorio
Il territorio di Collio è prevalentemente montuoso. Il suo paesaggio permette di far delle piacevoli passeggiate ammirando l'ambiente naturale che si presenta. Nel mezzo del paese scorre l'affluente del fiume Mella, il Bavorgo. Collio si trova a 800 m s.l.m. e ha cinque frazioni: San Colombano, Memmo, Ivino, Tizio e Serramando.

### Clima
Il clima di Collio è freddo e rigido in inverno con precipitazioni abbondanti, mentre in estate è mite.

## Storia
Già in epoca romana Collio era molto importante per l'attività di estrazione dei metalli della cosiddetta "Via del Ferro" della Val Trompia, era usata come prigione dove i romani facevano estrarre i minerali secondo i lavori forzati, e sono ancora presenti resti di edifici che vennero utilizzati dai minatori oggi ristrutturati ed aperti al pubblico, tra i quali la miniera di S. Aloisio a Collio, oggi “Miniera avventura” e museo.
Nell'alto medioevo, fu soggetta fin dall'epoca longobarda all'abbazia di San Colombano, che vi fondò una chiesa dedicata al santo monaco irlandese San Colombano nella frazione che ne ha ripreso il nome. Successivamente passò alle dipendenze del Monastero di San Faustino Maggiore di Brescia.
Sottoposto successivamente alla Pieve di Bovegno, è citato come Cayle su una lapide del 1123 murata sulla parete est della Parrocchiale di Bovegno per aver partecipato all'edificazione dell'edificio plebano.
Dal 1502 a Collio inizia la produzione di libri a stampa che si potrasse fino al 1538, da parte dei fratelli Fracassini, che vennero sospettati di produrre opuscoli eretici. Lo storico Paolo Guerrini ci informa, infatti, che nel 1543 a Collio si faceva una spietata propaganda eretica.
L'8 maggio 1555 la piccola borgata di Tizio (Tizo nel documento originario), frazione di Collio, a causa di un violento incendio registra ben 260 case tutte bruciate.
Attorno al 1560, il comune di Collio invia richiesta per l'esportazione della vena di ferro fuori dal territorio della Repubblica Veneta; il 24 febbraio 1563 il capitano di Brescia emette sentenza per cui i minatori di Collio o i loro mulattieri non possono transitare con il minerale scavato in alcuna terra straniera.
Nel 1625 viene ricostituita e consacrata la chiesa parrocchiale di San Colombano, già esistente nel 1389; verrà in seguito ampliata nel 1719. Adiacente vi è sempre l'hospitale per viandanti e pellegrini transitanti per il passo del Maniva.
Il decreto sovrano del 3 maggio 1777 separò dal comune di Collio la contrada di Memmo, elevata a comune autonomo, mentre il primo febbraio 1791 fu separato il comune di S. Colombano. Il territorio di Collio risultò quindi composto da tre entità separate: Piazza con Tizio, S. Colombano e Memmo.
Nel 1785 viene ultimata la chiesa parrocchiale dedicata ai SS. Nazario e Celso.
Nel 1797 il territorio è citato come Collio, S. Colombano e Memmo, inserito con il decreto dell'8 giugno 1805 nel cantone di Bovegno, il territorio venne poi riaccorpato in un unico comune per effetto delle modifiche apportate dalla legge sulla concentrazione dei comuni del 4 novembre 1809.
Tra le figure intellettuali notevoli nella valle, bisogna annoverare don Giovanni Bruni, vissuto tra il 1816 ed il 1880, parroco di Collio, studioso e valente naturalista, autore di scoperte di fossili sul monte Colombiane e di osservazioni meteoriche. L'Ateneo di Brescia nel 1930 propose di chiamare con il suo nome la corna Blacca, che il religioso, da alpinista, aveva scalato per primo ed esplorato in maniera minuziosa.
Entrando a far parte del Regno di Sardegna, con il Regio decreto 23 ottobre 1859, n. 3702, il comune di Collio fu incluso nel mandamento VIII di Bovegno, circondario I di Brescia, nella nuova provincia di Brescia.
Tra il 1892 ed il 1922 emigrano negli Stati Uniti da Collio 87 persone, principalmente a Monongahela, zona di Pittsburgh in Pennsylvania.
Nel 1920 viene eretta a S. Colombano la Cappella dedicata all'Immacolata, oggi scomparsa.
Nel 1923 viene edificata a S. Colombano la Colonia Alpina Bresciana, dedicata a Rosa Maltoni Mussolini, ristrutturando la precedente caserma della Guardia di finanza.
A S. Colombano, nei pressi del cimitero, vi erano edifici per le colonie alpine: nel 1888 vi hanno sede la Colonia Alpina Cremonese, dal 1929 la colonia INAM e dal 1937 la Colonia Beretta.

### Simboli

Il gonfalone comunale

Lo stemma di Collio è stato riconosciuto con D.P.C.M. del 7 febbraio 1957.
Il gonfalone, concesso con D.P.R. del 13 maggio 1957, è costituito da un drappo partito di verde e di bianco.

## Monumenti e luoghi d'interesse
- Museo etnografico “C.Giancola”

### Edifici religiosi
- Chiesa parrocchiale dei Santi Nazario e Celso di Collio in piazza Marconi, costruita nel XVIII secolo e consacrata nel 1827
- Chiesa della Madonna di Tizio in via Tizio
- Chiesa parrocchiale di San Colombano nella frazione omonima.
- Chiesa di Sant'Antonio Abate nella frazione di Memmo. Da questa chiesa proviene la Mariegola di Collio, un codice miniato del 1523 oggi al Museo diocesano di Brescia.
- Chiesa di San Marco nella frazione di Ivino
- Chiesa di San Rocco in via San Rocco

### Attrazioni naturali
A Collio si trova il monte Pezzeda, teatro di gare di moto e di biciclette. Sul monte Maniva, d’inverno è in funzione un comprensorio sciistico con 9 impianti di risalita.

## Società

### Evoluzione demografica
Abitanti censiti

## Amministrazione
| Periodo        | Periodo        | Primo cittadino  | Partito                      | Carica      | Note   |
| -------------- | -------------- | ---------------- | ---------------------------- | ----------- | ------ |
| 24 maggio 1990 | 14 giugno 1999 | Ugo Lazzari      | PCI/PDS                      | Sindaco     |        |
| 14 giugno 1999 | 14 giugno 2004 | Piero Paterlini  | FI                           | Sindaco     |        |
| 14 giugno 2004 | 4 agosto 2010  | Mirella Zanini   | lista civica di centrodestra | Sindaco     | [ 27 ] |
| 4 agosto 2010  | 16 maggio 2011 | Beaumont Bortone |                              | Commissario |        |
| 16 maggio 2011 | in carica      | Mirella Zanini   | lista civica di centrodestra | Sindaco     |        |

### Gemellaggi
- Castroreale[senza fonte]
- Gonnesa[senza fonte]